# Ржищівський замок
Ржищівський за́мок — оборонна споруда у місті Ржищеві, зведена в XVI ст. Зруйнована наприкінці XVIII століття.

## Історія
Невеличкий укріплений замок у Ржищеві був побудований в XVI ст. власниками частини містечка Халецькими. Після 1616 року новий власник Ржищева Олександр Константій Воронич побудував новий замок на горі з видом на містечко. Це була споруда, захищена високим валом, дерев'яним частоколом і вежами по кутах.
У лютому 1679 ржищівський замок, зайнятий прихильниками Юрія Хмельницького, здобув штурмом козацько-московський загін Трущенка, після чого містечко спустошили, а його мешканців у ході «Великого згону» переселили на Лівобережжя.
Станіслав Щеньовський після 1739 року відбудував замок і жив у ньому до 1751 року, коли твердиню знову спалили, цього разу гайдамаки. Після цього, він збудував другий замок на острові на Дніпрі, навпроти Ржищева. Однак його захопили гайдамаки під час Коліївщини, а самому Щеньовському довелося тікати.
Залишки замку були помітні ще в ХІХ столітті.